# Storm (album)
Storm – szósty studyjny album norweskiej grupy muzycznej Theatre of Tragedy, pierwszy bez udziału wokalistki Liv Kristine.

## Lista utworów
| Nr  | Tytuł utworu       | Długość |
| --- | ------------------ | ------- |
| 1.  | „Storm”            | 03:46   |
| 2.  | „Silence”          | 03:45   |
| 3.  | „Ashes and Dreams” | 04:03   |
| 4.  | „Voices”           | 03:29   |
| 5.  | „Fade”             | 05:57   |
| 6.  | „Begin and End”    | 04:28   |
| 7.  | „Senseless”        | 04:32   |
| 8.  | „Exile”            | 04:00   |
| 9.  | „Disintegration”   | 04:46   |
| 10. | „Debris”           | 05:04   |
|     |                    | 43:50   |